# Carololangia plumata
Carololangia plumata is een naaldkreeftjessoort uit de familie van de Neotanaidae. De wetenschappelijke naam van de soort is voor het eerst geldig gepubliceerd in 1975 door Kudinova-Pasternak.